# Virat
El virat, també conegut com a viratge, és un procediment fotogràfic que pretén preservar la imatge fotogràfica al llarg del temps o bé obtenir un efecte estètic determinat. El més comú ha estat el color sèpia, molt emprat en els primers temps de la fotografia.

## Fonament del procés
Popularment es relaciona al color sèpia o de tonalitat cafè de les fotografies amb les fotos antigues. En realitat es tracta d'un procés químic que no té a veure amb l'envelliment natural del material fotogràfic, i sí amb la intenció de preservar-lo del dany que la llum ocasiona al llarg del temps.
Aquesta tècnica consisteix en l'alteració de les tonalitats d'imatges en blanc i negre, conformada per un color (abans negre) i la seva gamma de valors fins al blanc. Se sol realitzar després de l'obtenció de la imatge i la seva primera finalitat és originada per la necessitat de conservació d'aquesta, ja que es va poder comprovar que una fotografia tractada amb productes de virat suportava millor el pas del temps.
El procés del viratge fotogràfic substitueix la plata existent en l'emulsió fotogràfica per un altre metall o substància química originant en uns casos una intensificació de la imatge i en altres un canvi de tonalitat. Encara que el color més conegut és el sèpia es van utilitzar molts altres com el blau o l'or.

## Procediments
Bàsicament existeixen tres procediments químics per alterar la tonalitat:
- Directament, emprant determinats productes, en funció del producte utilitzat obtindrem un to o un altre:

| Producte | Efecte                                                                                    |
| -------- | ----------------------------------------------------------------------------------------- |
| Sulfur   | Proporciona la típica tonalitat sèpia.                                                    |
| Seleni   | Proporciona tonalitats candents, vermelloses, amb tons que van del sèpia al vermell fosc. |
| Ferro    | Proporciona una imatge blava.                                                             |

- Indirectes o que es realitzen en dos banys, normalment es realitza primer un bany blanquejador, o en alguns casos a partir d'una còpia sípia. En funció del producte utilitzat obtindrem un efecte o un altre, alguns d'ells són:

| Producte                                  | Efecte                                            |
| ----------------------------------------- | ------------------------------------------------- |
| Or                                        | Proporciona tons taronja a vermell.               |
| Sulfur sòdic                              | Proporciona tonalitats sèpia o marró-vermelloses. |
| Citrat fèrric amoniacal i àcid clorhídric | Proporciona un to blau.                           |
| Sulfur sòdic i àcid clorhídric            | Proporciona un to verd.                           |

- Mitjançant un colorant, per al que s'empra un bany decolorant realitzat mitjançant un mordent i un bany fixador, depenent del to a aconseguir s'usen diversos banys colorants:

| Color   | Producte                                 |
| ------- | ---------------------------------------- |
| Groc    | Auramina, Tioflavina T.                  |
| Taronja | Crisoïdina 3R.                           |
| Castany | Crisoïdina Castanya.                     |
| Vermell | Rodamina, Fossin, safranina, Neofosfina. |
| Verd    | Victòria, Verd Malaquita, Verd Metilè.   |
| Blau    | De Metilè, Blau de Tionina.              |
| Violeta | De Metil, de benzil, o Violeta Cristall. |

El procés comú en tots ells és alterar o substituir els halurs de plata que conté el paper fotogràfic.

## En l'edició d'imatges digitals
Aquest procés de canvi de tonalitats o intensificació de la imatge pot realitzar-se en les imatges generades per mecanismes digitals, per a això els programes d'edició digital d'imatges solen disposar de filtres o procediments que permeten amb uns pocs paràmetres produir l'efecte, quan no es genera d'una manera completament automàtica. Sovint es parteix de fotografies en color que es converteixen blanc i negre i posteriorment se substitueix el negre per un altre color o to.

## Enllanços externs
- Viratge de la copia.
- Viratge digital al seleni.